# ستركنين
الإستركنين هو قلويد بلوري عالي السمية، عديم اللون، مبلور يستخدم كمبيد للآفات، وخاصة لقتل الفقاريات الصغيرة مثل الطيور والقوارض. يتسبب الإستركنين، عند استنشاقه أو ابتلاعه أو امتصاصه من خلال العين أو الفم، في حدوث تسمم يؤدي إلى تشنجات عضلية وفي النهاية الوفاة من خلال الاختناق. في حين أنه ليس له آثار طبية معروفة، في الماضي كان يعتقد أن تأثير التشنج مفيد في الجرعات الصغيرة. المصدر الأكثر شيوعًا هو بذور شجرة جوز مقيء.

## التخليق الحيوي
الإستركنين هو تربين الإندول قلويد تابعة لإسطركن عائلة Corynanthe قلويدات، وأنها مشتقة من التريبتامين وsecologanin.

## السمية
تعتمد سمية الإستركنين في الفئران على الجنس. وهو أكثر سمية للإناث من الذكور عند إعطائه عن طريق الحقن تحت الجلد أو الحقن داخل الصفاق. ترجع الاختلافات المجهرية إلى معدلات الأيض المرتفعة من قبل الذكور في الفئران. الكلاب والقطط أكثر عرضة للإصابة بين الحيوانات الأليفة، ويعتقد أن الخنازير معرضة مثل الكلاب، والخيول قادرة على تحمل كميات كبيرة نسبيًا من الإستركنين. تحدث الوفاة نتيجة توقف التنفس. ترتبط العلامات السريرية للتسمم بالإستركنين بتأثيراته على الجهاز العصبي المركزي. تشمل العلامات السريرية الأولى للتسمم العصبي، والأرق، وتشنج العضلات، وتيبس الرقبة. مع تقدم التسمم، يصبح الوخز العضلي أكثر وضوحًا وتظهر التشنجات فجأة في جميع عضلات الهيكل العظمي. يتم تمديد الأطراف والرقبة منحنية إلى شنج ظهري.  مع اقتراب الموت، تتبع التشنجات بعضها البعض بسرعة متزايدة وشدة ومدة أكبر وأطول. نتائج الوفاة من الاختناق بسبب الشلل المطول لعضلات الجهاز التنفسي. بعد تناول الإستركنين، تظهر أعراض التسمم عادة في غضون 15 إلى 60 دقيقة. يتم سرد قيم الجرعة المميتة الوسطية لستركنين في الحيوانات أدناه في الجدول 1.
| قيم LD 50 للإستركنين في الحيوانات | قيم LD 50 للإستركنين في الحيوانات | قيم LD 50 للإستركنين في الحيوانات |
| كائن حي                           | طريق                              | LD 50 (ملغم / كغم)                |
| --------------------------------- | --------------------------------- | --------------------------------- |
| الطيور البرية                     | عن طريق الفم                      | 16                                |
| قطة                               | وريدي                             | 0.33                              |
| قطة                               | عن طريق الفم                      | 0.5                               |
| كلب                               | وريدي                             | 0.8                               |
| كلب                               | تحت الجلد                         | 0.35                              |
| كلب                               | عن طريق الفم                      | 0.5                               |
| بطة                               | عن طريق الفم                      | 3.0                               |
| فأر                               | داخل الصفاق                       | 0.98                              |
| فأر                               | وريدي                             | 0.41                              |
| فأر                               | عن طريق الفم                      | 2.0                               |
| فأر                               | حقني                              | 1.06                              |
| فأر                               | تحت الجلد                         | 0.47                              |
| حمامة                             | عن طريق الفم                      | 21.0                              |
| سمان                              | عن طريق الفم                      | 23.0                              |
| أرنب                              | وريدي                             | 0.4                               |
| أرنب                              | عن طريق الفم                      | 0.6                               |
| فأر                               | عن طريق الفم                      | 16.0                              |
| فأر                               | وريدي                             | 2.35                              |